# Betty Buckley

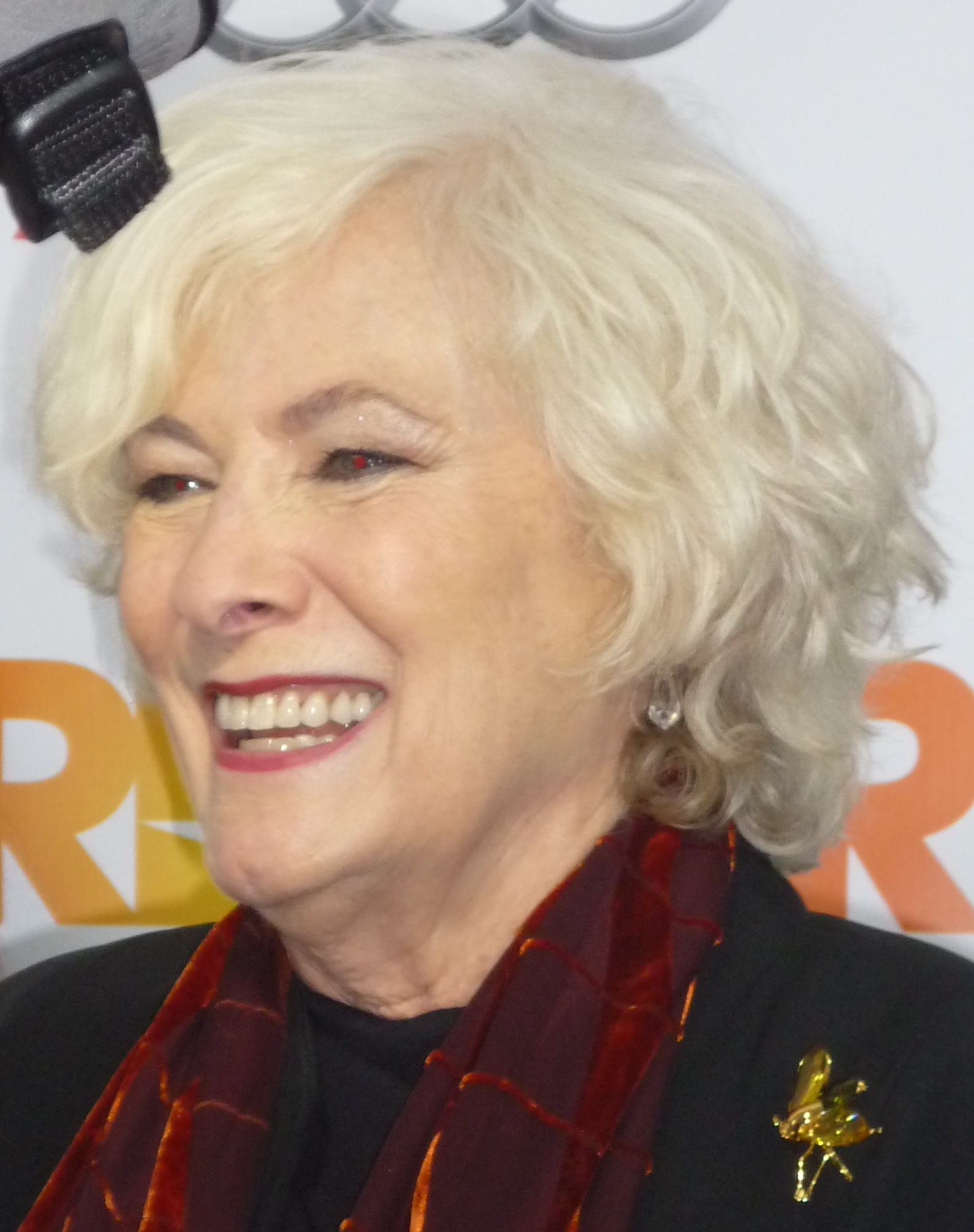
Betty Buckley (2009)

Betty Lynn Buckley (* 3. Juli 1947 in Big Spring, Texas) ist eine US-amerikanische Schauspielerin und Sängerin.

## Leben und Leistungen
Betty Buckley nahm im Jahr 1966 an den Wettbewerben Miss Texas Pageant und Miss Fort Worth teil. Sie schloss ein Studium an der Texas Christian University ab. Ihre erste Filmrolle erhielt sie im Horrorfilm Carrie – Des Satans jüngste Tochter aus dem Jahr 1976, in dem sie die Lehrerin Miss Collins spielte. Im Filmdrama Comeback der Liebe (1983), das neben zwei Oscars andere Auszeichnungen erhielt, war sie neben Robert Duvall zu sehen. Für ihre Rolle in der Folge Bobby and Sarah der Fernsehreihe NBC Special Treat (1984) wurde sie im Jahr 1985 für den Daytime Emmy nominiert.
Im Thriller Frantic (1988) von Roman Polański spielte Buckley die Rolle von Sondra Walker, der entführten Ehefrau des Arztes Richard Walker (Harrison Ford). Für ihren Auftritt in der Folge Taking a Stand in der Fernsehreihe ABC Afterschool Specials wurde sie 1989 erneut für den Daytime Emmy nominiert. In der Komödie Einfach unwiderstehlich (1999) spielte sie an der Seite von Sarah Michelle Prinze.
2018 übernahm Buckley die Rolle der Gran'ma Marie L'Angelle in der drittel Staffel der AMC Fernsehserie Preacher, welche in Deutschland über den Streamingdienst Amazon Prime Video zu sehen ist.
Buckley ist ebenfalls als Theaterdarstellerin bekannt. Für ihre Rolle als Grizabella im Musical Cats erhielt sie 1983 den Tony Award. Im Jahr 1998 wurde sie für die Rolle im Musical Triumph of Love, in dem sie neben F. Murray Abraham spielte, für den Tony Award nominiert. Als Sängerin wurde sie zweimal für den Grammy Award nominiert.
Buckley war in den Jahren 1972 bis 1979 mit Peter Flood verheiratet.

## Filmografie (Auswahl)
- 1976: Carrie – Des Satans jüngste Tochter (Carrie)
- 1983: Comeback der Liebe (Tender Mercies)
- 1984: NBC Special Treat (Fernsehreihe, Folge 10x01 Bobby and Sarah)
- 1987: Asphalt Kid (Wild Thing)
- 1988: Frantic
- 1988: Eine andere Frau (Another Woman)
- 1989: ABC Afterschool Specials (Fernsehreihe, Folge 17x04 Taking a Stand)
- 1992: Lautloser Regen (Rain Without Thunder)
- 1994: Wyatt Earp – Das Leben einer Legende (Wyatt Earp)
- 1999: Einfach unwiderstehlich (Simply Irresistible)
- 2001–2003: Oz – Hölle hinter Gittern (Oz, Fernsehserie, 18 Folgen)
- 2004: Mummy an’ the Armadillo
- 2006: Without a Trace – Spurlos verschwunden (Fernsehserie, 1 Episode)
- 2006, seit 2022 in Nebenrollen: Law & Order: Special Victims Unit (Fernsehserie)
- 2008: The Happening
- 2016: Split
- 2018: Preacher (Fernsehserie, 10 Folgen)
- 2017–2020: Supergirl (Folgen 3x07, 3x18, 3x23, 5x13)
- 2024: Imaginary
- 2025: By Design